# Benzaldehid
Benzaldehid (tudi benzenkarboksaldehid, formilbenzen, fenilmetanal, benzen karbaldehid, umetno mandljevo olje, olje grenkih mandljev ; molekulska formula: C7H6O) je aromatski aldehid, brezbarvna do bledo rumena tekočina z značilnim vonjem po mandeljnih.

## Lastnosti
Snov ima tališče pri -26 °C in vrelišče pri 178-179 °C.
Tekočina je zelo lahko vnetljiva, vname se zaradi gretja, iskre ali plamena.
Hlapi lahko tvorijo eksplozivne zmesi z zrakom, pri čemer so težji od zraka, zato se širijo ob tleh in kopičijo v nižjih predelih in zaprtih prostorih (kanalizacijah, zbiralnikih, kleteh). Če je snov označena s P lahko spremeni svojo kemijsko sestavo (polimerizira), če se segreva ali je v ognju. Iztekanje v kanalizacijo lahko povzroči požar ali eksplozijo.